# Il conestabile di Chester
Il Conestabile di Chester (The Betrothed) è un romanzo storico del 1825 di Walter Scott. È la prima parte del ciclo Storie del tempo delle Crociate; la seconda parte è Riccardo Cuor di Leone (The Talisman).
Alcuni episodi del romanzo vennero utilizzati nel libretto di Francesco Maria Piave per l'opera di Giuseppe Verdi Aroldo, revisione della precedente opera Stiffelio. Anche I fidanzati, ossia Il Conestabile di Chester, opera di Giovanni Pacini del 1829, si basa su questo romanzo.
L'azione si svolge nelle Marche gallesi durante l'ultima parte del regno di Enrico II d'Inghilterra, dopo il 1187. Eveline, figlia sedicenne di Sir Raymond Berenger, viene salvata da un assedio gallese dalle forze di Damian Lacy. Eveline è fidanzata con lo zio di Damian, Sir Hugo, che deve partire per una crociata. Ribelli guidati da Ranald Lacy, parente di Hugo, tentano di rapirla ed è ancora Damian a salvarla. Una serie confusa di eventi convince il re che Eveline e Damian, ritenuto il suo amante, siano in rivolta contro di lui.

## Trama
Baldovino di Exeter, arcivescovo di Canterbury, esorta i Britanni, e gli Anglo-Normanni stabilitisi ai confini dei principati gallesi, a lasciare i loro feudi e partecipare alla terza crociata. In conseguenza di ciò, Gwenwyn, principe di Powys Wenwynwyn, e Sir Raymond Berenger, Cavaliere di Garde Doloureuse, accettano la reciproca ospitalità e Gwenwyn, su suggerimento del suo cappellano, organizza il divorzio da sua moglie Brengwan, in modo da poter sposare la figlia di Sir Raymond, Eveline. In replica alla sua proposta, tuttavia, un messaggero reca una lettera nella quale si dichiara che Eveline è promessa a Sir Hugo de Lacy, il Conestabile di Chester. Ciò viene preso dal gallese come un affronto: i bardi cantano la chiamata alla guerra, il castello normanno viene attaccato e il suo proprietario ucciso nel corso di un combattimento con il suo aspirante genero. Animati dalla presenza di Eveline sui bastioni, e riforniti di cibo grazie a uno stratagemma di un vassallo di suo padre, i soldati della guarnigione, assistiti dal loro cappellano, resistono fino all'arrivo di Damian Lacy, le cui truppe respingono gli assedianti, coraggiosi ma scarsamente armati, e uccidono il loro capo Gwenwyn.
Dopo aver dato udienza al suo liberatore, Eveline viene scortata dal suo promesso sposo il Conestabile, e da un numeroso seguito, presso il convento di una zia a Gloucester. Durante il tragitto trascorre una notte in casa di una parente sassone, la Signora di Baldringham, dove occupa una camera infestata di spiriti, in cui le appare il fantasma della moglie di un antenato, il quale le predice che sarà
Moglie vedova, fanciulla sposata,

Fidanzata, traditrice, tradita.
Nell'abbazia Eveline viene formalmente promessa a Sir Hugo, ma questi, poiché l'arcivescovo il giorno dopo gli ordina di recarsi per tre anni in Palestina, le offre di annullare l'impegno. Eveline, contro il parere della zia, promette di attendere il suo ritorno. Si stabilisce che ella risiederà nel castello di Garde Doloureuse, con la compagnia di Rose e Dame Gillian, e Damian ne sarà il tutore. Stanca della vita monotona in isolamento, Eveline un giorno si lascia indurre a partecipare a una spedizione di caccia col falco, senza farsi scortare dai suoi abituali accompagnatori, e viene rapita da ribelli segretamente istigati da Ranald Lacy. Interviene Damian, che per salvarla resta gravemente ferito. Eveline decide che Damian venga curato nel castello, mentre Amelot guida le truppe all'inseguimento dei rivoltosi, la notizia della cui ribellione è giunta anche alle orecchie del re, con la voce che Damian sarebbe il loro comandante. Di conseguenza, Sir Guy Monthermer viene inviato a Garde Doloureuse, dove si ritiene che Damian sia tenuto nascosto, e quando Eveline ordina che gli venga impedito l'accesso, ella, con tutti coloro che l'aiutano, viene dichiarata traditrice.
Il Conestabile e il suo scudiero, che si pensavano morti, tornano dalla Siria, travestiti da pellegrini, proprio mentre le truppe reali, guidate dal principe Riccardo, occupano il castello, Eveline viene inviata in un convento e Damian imprigionato. Informato di questi avvenimenti dal vecchio Raoul e da sua moglie, Sir Hugo si incammina verso l'accampamento del re Enrico. Qui, circondato da un gruppo di astanti, si trova Ranald Lacy, che con false dichiarazioni ha ottenuto in concessione le terre confiscate a Eveline, impossessandosi dell'uniforme e del titolo di Sir Hugo. Cadwallon, bardo gallese, si è introdotto tra i presenti nelle false vesti di menestrello bretone, con l'intento di vendicare la morte di Gwenwyn. Scambiando Ranald per il Conestabile ritornato, appare improvvisamente alle sue spalle e lo pugnala. Sir Hugo allora si fa riconoscere, viene accolto dal re e l'assassino viene giustiziato. Hugo infine capisce che l'amore di Eveline è ormai rivolto a Damian: pur avendo ottenuto le prove che tra loro non vi è stato nulla, rinuncia alla giovane in favore di Damian e si unisce alla guerra per la conquista dell'Irlanda.

## Personaggi
- Gwenwyn, principe di Powys
- Brengwan, sua moglie
- Padre Einion, suo cappellano
- Cadwallon, il suo bardo principale
- Caradoc of Menwygent, un altro bardo
- Jorworth ap Jevan, messaggero
- Baldovino di Exeter, arcivescovo di Canterbury
- Sir Raymond Berenger, di Garde Doloureuse
- Eveline Berenger, sua figlia
- La badessa benedettina di Gloucester, sua sorella
- Padre Aldrovand, suo cappellano
- Dennis Morolt, suo scudiero
- Reinold, suo maggiordomo
- Raoul Gillian, suo cacciatore
- Dame Gillian, sua moglie
- Sir Hugo de Lacy, Conestabile di Chester
- Damian Lacy, suo nipote, amante di Eveline
- Ranald Lacy, loro congiunto
- Philip Guarine, scudiero di Sir Hugo
- Amelot, paggio di Damian Lacy
- Ralph Genvil, suo portabandiera
- William Flammock, tessitore fiammingo
- Rose Flammock, sua figlia, e dama di compagnia di Eveline
- Ermingarde, Signora di Baldringham
- Berwine, sua governante
- Hundwolf, suo assistente
- Sir Guy Monthermer, comandante delle truppe del re
- Il re Enrico
- Il principe Riccardo e il principe Giovanni, suoi figli

## Critica
Scott stesso era pessimista sul successo del libro e un suo biografo ha scritto: «Il Conestabile di Chester è chiaramente composto in modo sonnolento se non rantoloso, e prenderebbe un punteggio molto alto in una competizione per decidere qual è il più noioso e stupido libro prodotto da uno scrittore di genio.». Neppure James Ballantyne, revisore ed editore nonché amico di Scott, era entusiasta del lavoro.

## Edizioni
- Walter Scott, Il contestabile di Chester, Milano, G. Crespi, 1830.